# Franz Holzamer
Franz Holzamer (* 11. Oktober 1872 in Nieder-Olm; † 29. Mai 1945 in Berlin-Neukölln) war ein deutscher Architekt, Unternehmer und Politiker (Wirtschaftspartei).

## Leben und Beruf
Nach dem Besuch der Volksschule in Nieder-Olm absolvierte Holzamer seit 1886 eine Tapeziererlehre in einer Mainzer Möbelfabrik, die er mit der Gehilfenprüfung abschloss. Anschließend ging er auf Wanderschaft und war als Handwerksbursche in Bayern, der Schweiz, Tirol und Österreich-Ungarn tätig. In der Folgezeit durchlief er ein Selbststudium (Architektur und Zeichnen) an Museen und Kunstgewerbeschulen in Frankfurt am Main, München, Wien und Berlin. Er bestand die Meisterprüfung, arbeitete zunächst in Berliner Geschäften und war seit 1907 als selbständiger Tapeziermeister und Innenarchitekt in Berlin-Charlottenburg tätig. Gleichzeitig wirkte er als Lehrer an der dortigen Tapezier-Fachschule. 1916/17 nahm er als Soldat am Ersten Weltkrieg teil.
Holzamer war Mitglied der Berliner Handwerkskammer und wurde im März 1924 Obermeister der Berliner Tapezierinnung. Darüber hinaus fungierte er als Sachverständiger für das Tapeziergewerbe.

## Abgeordneter
Holzamer war von 1921 bis 1924 Mitglied des Preußischen Landtages. Bei der Reichstagswahl im Mai 1924 wurde er in den Deutschen Reichstag gewählt, dem er bis 1932 angehörte.